# 医療用航空機

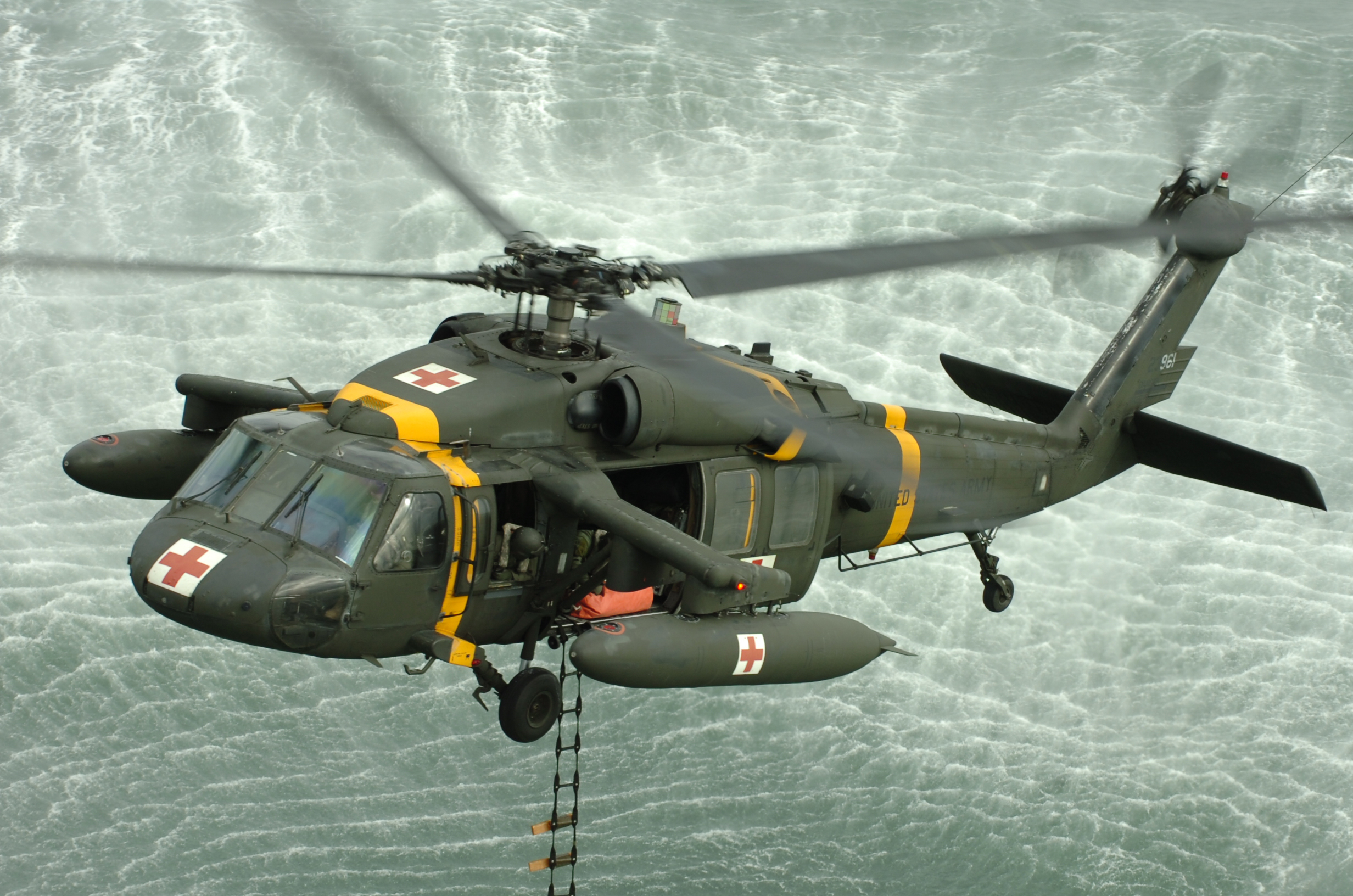
米陸軍のMEDEVAC型HH-60M

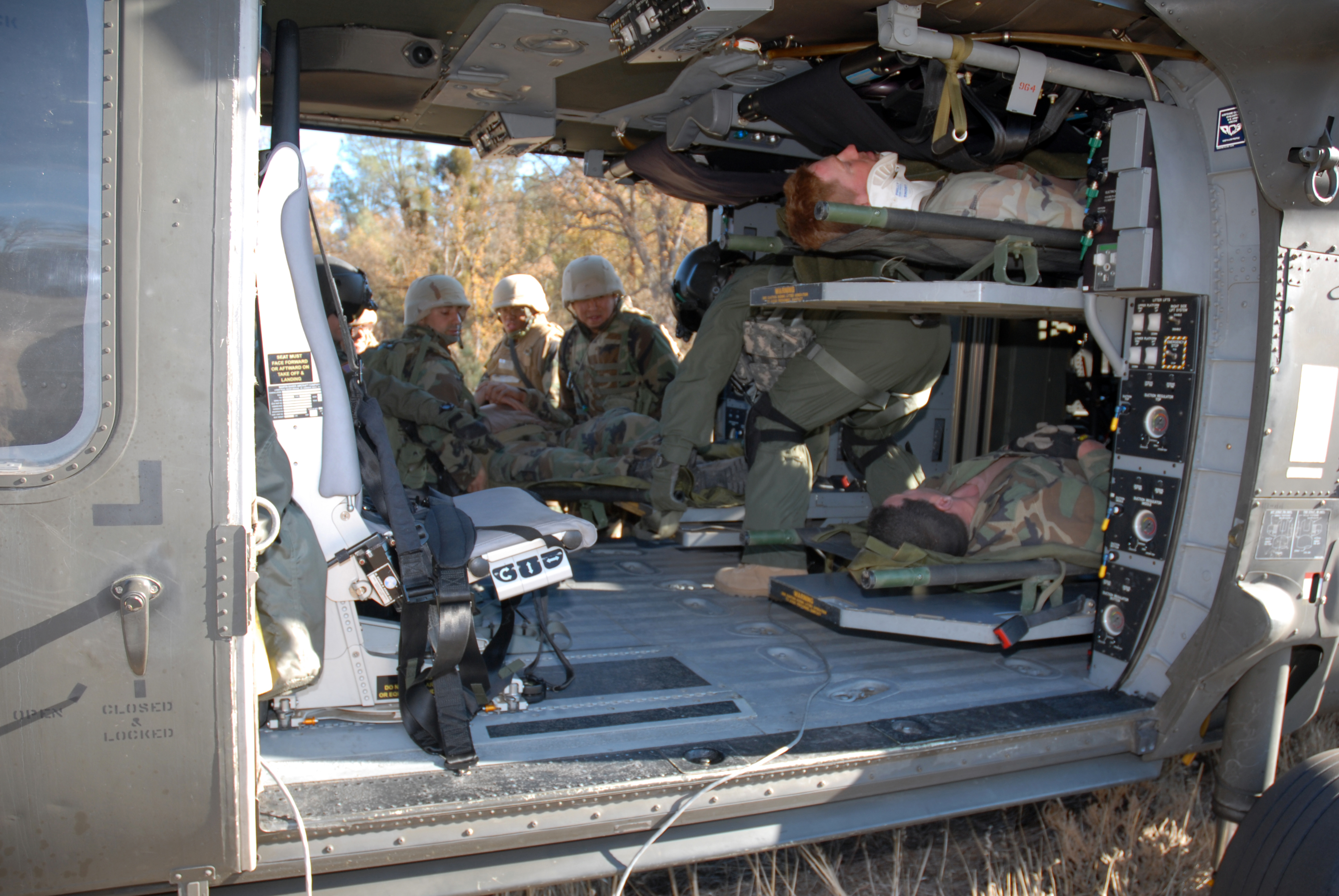
HH-60Mの機内

医療用航空機（いりょうようこうくうき、Medical aircraft）は、軍のものであるか軍のもの以外のものであるか、また、常時のものであるか臨時のものであるかを問わず、ジュネーブ諸条約及びジュネーブ条約第1議定書（AP1）によって保護される傷者、病者、難船者、医療要員、宗教要員、医療機器又は医療用品の輸送に充てられ、かつ、紛争当事者の権限のある当局の監督の下にある輸送手段のうち、空路での医療用輸送に使われる航空機である。
　条約等によっては「衛生航空機」等とも呼称されるが、同一の物のため、当項目においては「医療用航空機」に統一して呼称する。

## 概要

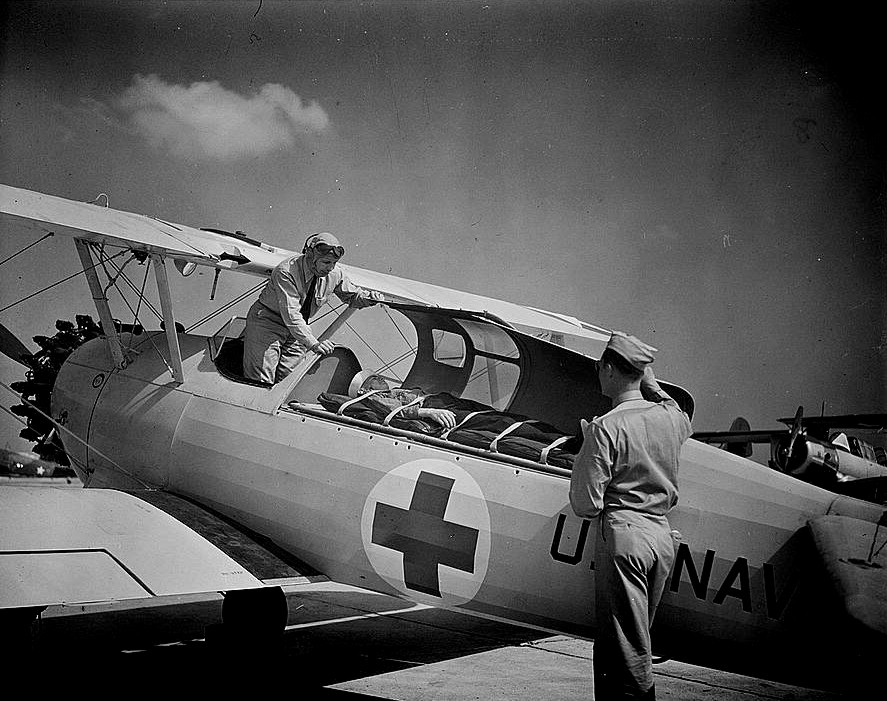
N2S Ambulance（1942年）

医療用航空機は、病院船や救急車などと同様、一定の標識を行い、医療以外の軍事活動を行わないなど、一定の要件をみたすことで、いかなる軍事的攻撃からも保護される特権を持つ。しかし、2015年現在、各国の軍事当局においては、傷病兵を捜索し、輸送するための捜索救難用の航空機を保有するところは数多くあるものの、国際法上の医療用航空機の条件を満たす常設の航空機を保有する国は、米国など一部を除けば多くは無い。日本の自衛隊においても、航空救難団など捜索救難業務を担う部隊があるものの、使用されているのは一般的な軍用航空機であり、医療用航空機として必要な特殊標章の装備等はしていない。
これは、医療用航空機はその保護を受けるためには厳しい要件を満たす必要があり、その要件が軍事上の作戦行動に支障を来たす恐れが大きい事が理由としてあげられる。
アメリカでは第二次世界大戦中に練習機のボーイング・ステアマン モデル75の後部座席を撤去し、負傷兵を担架ごと乗せられるようにした救急輸送型「N2S Ambulance」を配備していた。またカタリナ飛行艇は海に墜落したパイロットの回収や多数の負傷兵を後方へ送る任務にも利用されていた。現代では陸軍が、医療後送（MEDEVAC）用として、国際法上の必要箇所に赤十字の標記を施したHH-60Mを配備している。
イギリスでは第二次世界大戦中、救護用の航空機を運用しており、それに乗り込む看護師 (Flight nurse) として民間の看護師を割り当てていた。史上初の旅客機の女性客室乗務員であるエレン・チャーチは陸軍で航空機に搭乗する看護師として働いていた。

## 国際法上の義務
医療用航空機は、その保護を受けるために、ジュネーブ諸条約及びジュネーブ条約第1追加議定書（AP1）に定める条件を満たさなければならない。以下にその代表的な義務を記す。
- 特殊標章 - 衛生航空機は、その下面、上面及び側面に、ジュネーヴ第1条約（GC1）第38条に定める特殊標章（赤十字、新赤月等）を自国の国旗とともに明白に表示しなければならない(GC1第36条第2項)。
- 識別標章 - 衛生航空機は、敵対行為の開始の際又は敵対行為が行われている間に交戦国の間で合意される他の標識又は識別の手段となるものを付さなければならない(GC1第36条第2項)。
- 無線信号 - 無線による通報は、緊急信号及び特殊信号を前置するものとし、この目的のために無線通信規則に定める周波数により、適当な間隔を置いて、英語で送信する。その際、医療用輸送手段に関する次の情報を伝達する（AP1付属文書1第8条）。
  - 呼出符号その他の認められた識別方法
  - 位置
  - 輸送手段の数及び種類
  - 予定の経路
  - 適当な場合には、予定所要時間並びに出発及び到着の予定時刻
  - その他の情報（例えば、飛行高度、保護無線周波数、使用言語並びに二次監視レーダーのモード及び符号）
- 飛行地域 - 敵の領域又は占領地域の上空の飛行は、禁止する(GC1第36条第3項)。敵と我が接触しており、支配が明確でない地域、また敵が支配している地域を飛行する場合には、事前に敵対する紛争当事者の合意を得なければならない（AP1第26条第1項、第27条第1項）
- 着陸の義務 - 医療用航空機は、すべての着陸要求に従わなければならない(GC1第36条第4項)。
- 使用の制限 - 医療用航空機は、以下の目的に使用してはならない
  - 軍事的利益の獲得及び軍事目標が攻撃の対象とならないために使用すること（AP1第28条第1項）。
  - 情報データを収集し又は伝達するために使用してはならず、また、このような目的に使用するための機器を備えてはならない（AP1第28条第2項）
  - あらゆる武器の輸送（ただし機上衛生要員の自衛火器、傷病者等から取り上げた小型武器等は除く）（AP1第28条第3項）
  - 敵と我が接触しており、支配が明確でない地域、また、敵が支配している地域において、敵対する紛争当事者との事前の同意が無い限り、傷病者の捜索活動に使用してはならない。（つまり戦闘捜索救難任務の禁止）（AP1第28条第4項）。

これらの条件を満たす必要があるため、特に戦闘捜索救難任務の実施の都合上、常設の医療用航空機の保有を行っている軍当局少数派である。